# 珊瑚镇 (钟山县)
珊瑚镇，是中华人民共和国广西壮族自治区贺州市钟山县下辖的一个乡镇级行政单位。

## 行政区划
珊瑚镇下辖以下地区：
珊瑚村、新民村、卫田村和金鹅村。